# Abgasfilter
Abgasfilter ist der Oberbegriff für verschiedene Systeme, die Abgase von Kraftfahrzeugen, Fabrikschloten, Kraftwerken und Müllverbrennungsanlagen und anderen Emittenten filtern. Dabei sollen giftige chemische Verbindungen komplett absorbiert und schädliche auf ein erträgliches Maß innerhalb klar definierter Normen reduziert werden.
Bei Industrieanlagen kommen verschiedene Filtervorrichtungen zum Einsatz, je nachdem, welche Form von giftigen oder schädlichen Stoffen entstehen. Die trotzdem in die Luft freigesetzten Partikel werden mittels Abgasreinigungsverfahren eliminiert.
Eine spezielle Form von Abgasen sind die Rauchgase, hier findet das Verfahren der Rauchgasreinigung Anwendung.

## Geschichtlicher Abriss der Abgasfilter-Entwicklung
Um 1985 wurden in einigen europäischen Ländern Fahrzeugkatalysatoren bei Fahrzeugen mit Ottomotor eingeführt. Katalysatoren sind keine Filter im engeren Sinn, sondern wandeln Stoffe wie zum Beispiel Stickoxide und Kohlenstoffmonoxid in weniger schädliche oder unschädliche Verbindungen wie Stickstoff und Kohlenstoffdioxid um. Diese werden mit dem Abgas emittiert.
Beim Dieselmotor wurden im Jahr 2006 Rußpartikelfilter eingeführt, um die Rußpartikel, die bei der Verbrennung des Kraftstoffes entstehen, aus dem Abgas zu filtern. In Europa wurden in einigen Regionen Umweltzonen eingerichtet.

## Grenzwerte
Lastkraftwagen müssen in der Europäischen Union (EU) seit einigen Jahren die Euro-Abgasnorm erfüllen, die bestimmte Emissionen begrenzt. Derzeit ist die Euro-4-Abgasnorm die großzügigste gerade noch in der EU zugelassene Norm und die neue Euro-6-Abgasnorm die strengste (Stand: März 2011).
In der EU werden Lastkraftwagen, die die Euro-6-Abgasnorm erfüllen sollen, mittels des PEMS-Verfahrens geprüft. Mit diesem Verfahren sollen ab Januar 2016 auch PKWs und leichte Nutzfahrzeuge geprüft werden.
Für leichte LKW optional in der EU zugelassen, aber noch kaum bekannt ist das in den USA seit 20 Jahren gebräuchliche Verfahren des „Remote Sensing“, der Messung durch infrarote und ultraviolette Lichtstrahlen bei vorbeifahrenden Fahrzeugen.